# Société canadienne de pédiatrie
La Société canadienne de pédiatrie est l’association nationale composée de pédiatres engagés à travailler ensemble et avec d’autres à faire progresser la santé des enfants et des adolescents en faisant la promotion de l’excellence des soins de santé, de la défense des enfants, de l’éducation, de la recherche et du soutien de ses membres. 
En qualité d’association de professionnels bénévoles, la SCP représente plus de 2 500 pédiatres, pédiatres avec surspécialité, résidents en pédiatrie et autres intervenants qui travaillent avec les enfants et les soignent. La SCP est régie par un conseil d’administration élu qui représente chaque province et chaque territoire. 